# 콜렉티브 나이트클럽 화재

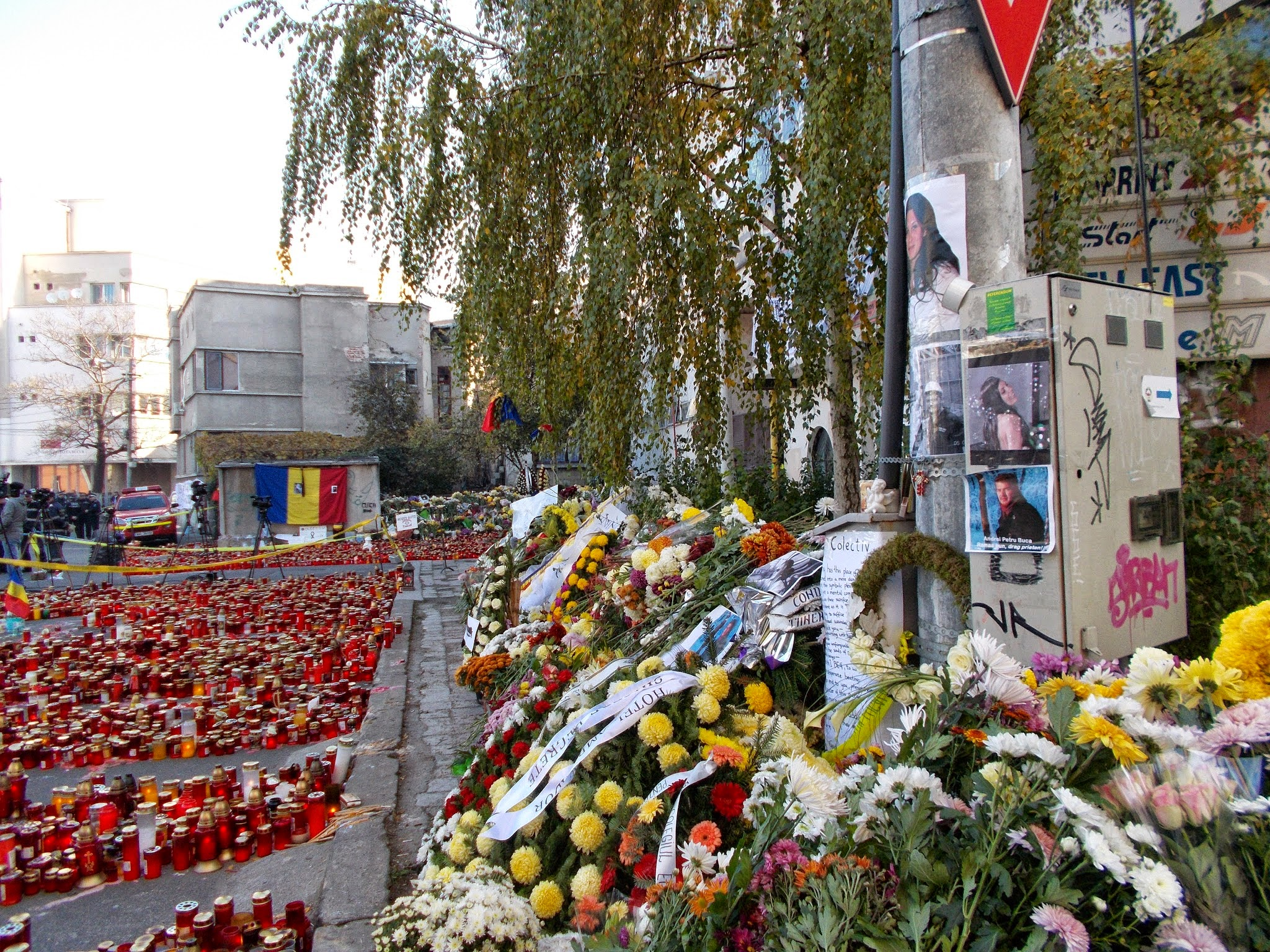

콜렉티브 나이트클럽 화재(루마니아어: Incendiul din clubul Colectiv)는 2015년 10월 30일 루마니아 부쿠레슈티에 위치한 콜렉티브 나이트클럽에서 발생한 화재이다. 메탈코어 밴드 굿바이 투 그래비티의 새 음반 Mantras of War의 공연 도중 발생한 것으로, 적어도 54명이 사망하고 158명 이상이 부상당했다.

## 피해자
| 국적     | 사망자 수 | 부상자 수 |
| -------- | --------- | --------- |
| 루마니아 | 52        | 155       |
| 튀르키예 | 1         |           |
| 이탈리아 | 1         |           |
| 스페인   |           | 1         |
| 독일     |           | 1         |
| 네덜란드 |           | 1         |
| 합계     | 54        | 158       |

## 시위
2015년 11월 3일 빅토리에이 광장의 빅토리에이 궁전 앞에서 15000명 이상이 콜렉티브 나이트클럽 화재의 원인을 계기로 빅토르 폰타 총리와 가브리엘 오프레아 등 내각의 퇴진을 목표로 하는 시위를 벌였다.